# Mbarara (vattendrag)
Mbarara är ett vattendrag i Burundi. Det ligger i den norra delen av landet, 60 kilometer nordost om huvudstaden Bujumbura.
Omgivningarna runt Mbarara är en mosaik av jordbruksmark och naturlig växtlighet. Runt Mbarara är det tätbefolkat, med 383 invånare per kvadratkilometer.